# Laconis lliures
La lliga dels laconis lliures o eleuterolaconis (en grec antic: Ἐλευθεροκάκωνες, llatí: Eleutherolacones) fou una unió de poblacions del Peloponnès creada pels romans amb les ciutats lacònies aliades i alliberades del domini d'Esparta al segle ii aC.
El darrer tirà d'Esparta, Nabis, es va veure obligat per Tit Quinti Flaminí a lliurar Gitíon i altres ciutats de la costa que havien ajudat als romans, i que van ser alliberades del poder lacedemoni i posades sota protecció de la Lliga Aquea l'any 195 aC. Anys després, el 146 aC, els romans van conquerir Grècia, i Esparta va ser incorporada a la sobirania romana com la resta d'estats grecs. Les ciutats dels laconis lliures romangueren independents d'Esparta i formaren una lliga (koinon).
Els laconis lliures governaven individualment les ciutats com a aliats de Roma, i les ciutats estaven confederades entre elles pels afers comuns. El cap de la lliga rebia el nom de strategós, auxiliat per un intendent (ταμίας). El segle ii, hi pertanyien 18 ciutats, però anteriorment havien estat 24, de manera que n'hi havia sis que havien tornat a caure sota el domini espartà (supeditat, naturalment, al poder romà). Aquestes ciutats eren Gerènia, Leuctra, Tàlames, Ètil, Pírric, Cenèpolis, Teutrone, Las, Gitíon, Ègies, Àcries, Asopos, Boees, Epidaure Limera, Zàrax, Pràsies, Gerontres i Màrios.